# ساخت کنام

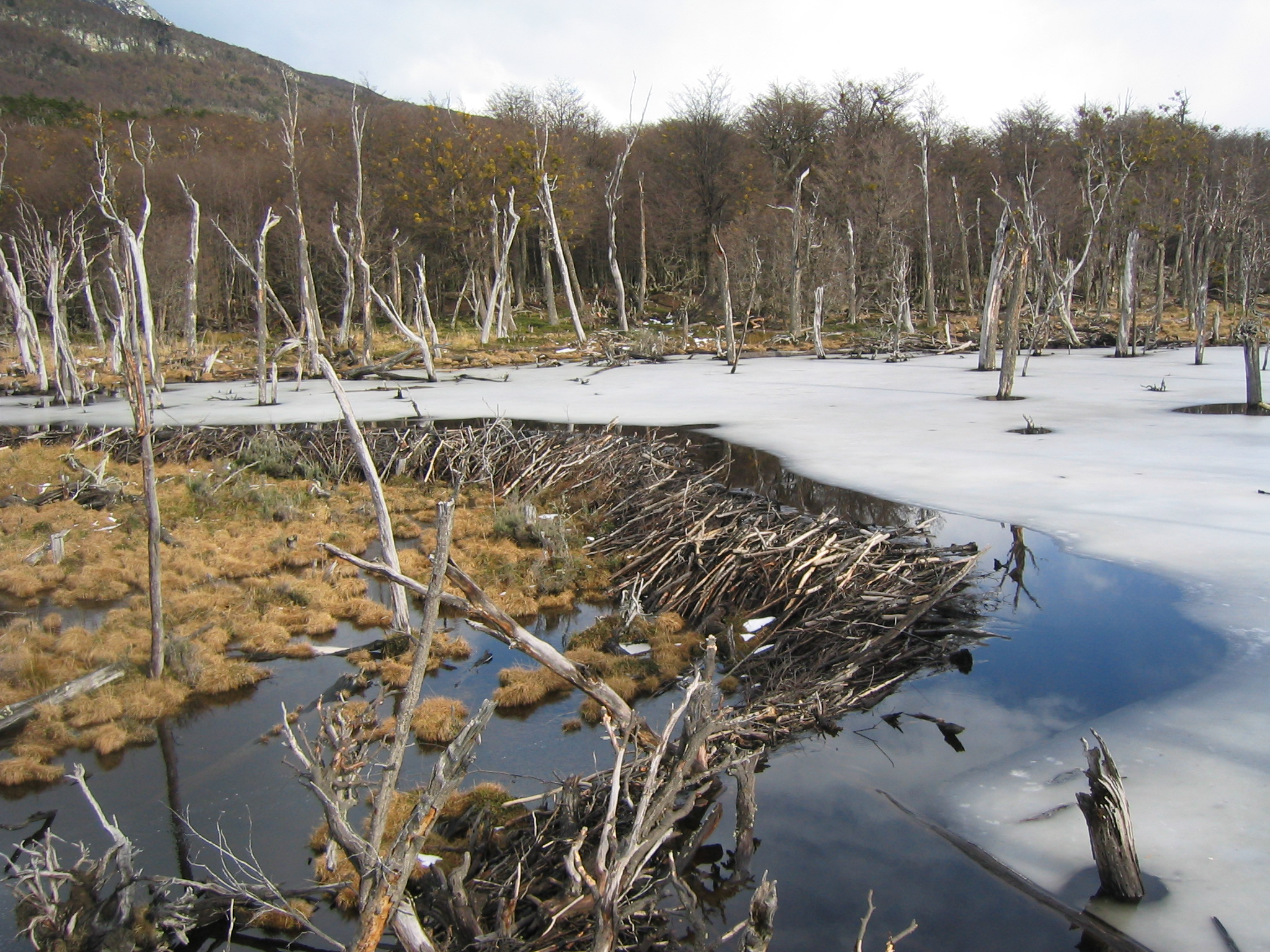
سگ‌های آبی یک کنام زیستی بسیار ویژه در اکوسیستم دارند: ساختن سدها در سراسر سیستم‌های رودخانه.

ساختِ کُنام، کُنام‌سازی یا ساخت آشیان بوم‌شناختی (به انگلیسی: Niche construction)، فرآیندی است که در آن یک جاندار زنده محیط محلی خود (یا گونه‌های دیگر) را تغییر می‌دهد. این تغییرها می‌تواند یک تغییر فیزیکی در محیط جاندار باشد یا شامل زمانی باشد که یک جاندار زنده به‌طور فعال از یک زیستگاه به زیستگاه دیگر برای تجربه یک محیط متفاوت حرکت می‌کند. نمونه‌هایی از ساخت‌وساز کنام شامل ساختن لانه و گودال توسط جانوران و ایجاد سایه، تأثیر بر سرعت باد و چرخهٔ مواد مغذی توسط گیاهان است. اگرچه این تغییرها اغلب برای سازنده مفید هستند، اما همیشه این‌گونه نیستند (به عنوان مثال، وقتی جانداران زباله را تخلیه می‌کنند، می‌توانند محیط خود را تخریب کنند).
همان‌طور که جانداران کنام‌های جدیدی می‌سازند، می‌توانند تأثیر چشمگیری بر جهان پیرامون خود داشته باشند.

ساخت کنام در زمان فرگشت. جاندار هم محیط خود را تغییر می‌دهد و هم با آن سازگار می‌شود.